# Labourse Communal Cemetery
Labourse Communal Cemetery is een begraafplaats gelegen in de Franse plaats Labourse (Pas-de-Calais). De militaire graven worden onderhouden door de Commonwealth War Graves Commission.
De begraafplaats telt 17 geïdentificeerde Gemenebest graven uit de Eerste Wereldoorlog.